# Sustancia fundamental
En biología, la sustancia fundamental es un conjunto de proteínas sobre las cuales se fijan las sales minerales para formar diferentes tejidos conectivos. En combinación con las fibras (colágeno, elastina y reticulina), forman la matriz extracelular.

## Composición
Es un gel turgente amorfo y acuoso, que comprende tres tipos de macromoléculas formadas por pectina e hidratos de carbono:
- Los proteoglicanos son una combinación de glucosaminoglucano (resto de carbohidrato que consiste en un disacárido modificado polimerizado de cadena no ramificada) y una cadena de proteína.
- Los glicosaminoglicanos (incluido el ácido hialurónico) son macromoléculas de hidratos de carbono.
- Las glicoproteínas, por otro lado, son estructuras ramificadas o dímeros de dienos ramificados, que no resultan de una polimerización.

También contiene proteasas, que destruyen la sustancia fundamental y permiten su renovación.
Estas sustancias son secretadas por fibroblastos y macrófagos.

## Funciones
La sustancia fundamental baña las células y permite:
- El intercambio de nutrientes entre el plasma sanguíneo y las células.[1] El papel nutritivo lo proporcionan el agua, las sales minerales y las proteínas que se encuentran en cantidades abundantes,
- La circulación de sustancias de señalización celular (hormonas, neurotransmisores, citocinas y factores de crecimiento),
- La circulación de las células inmunes,
- La protección contra impactos y compactaciones que los órganos podrían sufrir.

Está particularmente involucrada en la composición de los huesos y es un elemento principal para darles forma.